# هيو إس. جيبسون
هيو إس. جيبسون (بالإنجليزية: Hugh S. Gibson)‏ هو دبلوماسي أمريكي، ولد في 16 أغسطس 1883 في لوس أنجلوس في الولايات المتحدة، وتوفي في 12 ديسمبر 1954 في جنيف في سويسرا.